# Języcznik malutki
Języcznik malutki (Macroglossus minimus) – gatunek ssaka z podrodziny Rousettinae w obrębie rodziny rudawkowatych (Pteropodidae).

## Taksonomia
Gatunek po raz pierwszy zgodnie z zasadami nazewnictwa binominalnego opisał w 1810 roku francuski przyrodnik Étienne Geoffroy Saint-Hilaire nadając mu nazwę Pteropus minimus. Holotyp pochodził z Jawy, w Indonezji.  
Macroglossus minimus i M. sobrinus są obecnie (2021) uznawane za odrębne gatunki na podstawie danych morfologicznych, ale nie można ich rozróżnić genetycznie w Indochinach i dlatego mogą być jednym gatunkiem. Potrzebne są dodatkowe oceny genetyczne i morfometryczne z kompletnym pobraniem próbek geograficznych. Autorzy Illustrated Checklist of the Mammals of the World rozpoznają cztery podgatunków. Podstawowe dane taksonomiczne podgatunków (oprócz nominatywnego) przedstawia poniższa tabelka:
| Podgatunek       | Oryginalna nazwa              | Autor/-rzy i rok opisu    | Miejsce typowe |
| ---------------- | ----------------------------- | ------------------------- | --- |
| M. m. booensis   | Macroglossus minimus booensis | Kompanje & Moeliker, 2001 | wyspa Boo Besar (1°11′25″N 129°22′10″E/1,190278 129,369444), Wyspy Boo, wyspy Papui Zachodniej (Wyspy Raja Ampat), Papua, Indonezja. |
| M. m. lagochilus | Macroglossus lagochilus       | Matschie, 1899            | wyspa Buru, Moluki, Indonezja. |
| M. m. nanus      | Macroglossus nanus            | Matschie, 1899            | Lamellana, Wyspy Banda, Nowa Brytania, Archipelag Bismarcka, Moluki Północne, Indonezja.                                             |

### Etymologia
- Macroglossus: μακρος makros „długi”; γλωσσα glōssa „język”[20].
- minimus: łac. minimus „najmniejszy, najmniej”, forma wyższa od parvus „mały”[21].
- booensis: Boo Besar, Indonezja[12].
- lagochilus: gr. λαγωχειλος lagōkheilos „o zajęczej wardze”, od λαγoς lagos „zając”[22]; χειλος kheilos, χειλεος kheileos „warga, usta”[23].
- nanus: łac. nanus „karzeł”, od gr. νανος nanos „karzeł”[24].

## Zasięg występowania
Języcznik malutki występuje w południowo-wschodniej Azji i północnej Australii zamieszkując w zależności od podgatunku:
- M. minimus minimus – Jawa, Madura, Bali, Wyspy Kangean i Lombok.
- M. minimus booensis – Wyspy Boo w Wyspach Raja Ampat u wybrzeży północno-zachodniej Nowej Gwinei.
- M. minimus lagochilus – środkowa i południowa Tajlandia, południowy Wietnam (w tym wyspa Côn Sơn), zachodnia i południowa Kambodża, Półwysep Malajski, Sumatra, Nias, Borneo, Wyspy Natuna, Filipiny, Celebes, Wyspy Talaud, Timor i Moluki (Halmahera, Buru, Seram, Ambon i kilka innych mniejszych wysp).
- M. minimus nanus – Nowa Gwinea, Yapen, Wyspy Schoutena, Wyspy Raja Ampat, Wyspa Fergussona, Wyspa Bougainville’a, Wyspy Aru, Archipelag Bismarcka, Wyspy Kai, Wyspy Admiralicji, Wyspy Salomona i północna Australia (północno-wschodnia Australia Zachodnia, północne Terytorium Północne, Wyspa Melville’a i północne Queensland).

## Morfologia
Długość ciała (bez ogona) 49–77 mm, długość ogona około 0–4 mm, długość ucha 11–18,5 mm, długość tylnej stopy 10,3–23,3 mm, długość przedramienia 37,4–45 mm; masa ciała 8–25 g; samce są średnio większe od samic. Wzór zębowy: I {\displaystyle {\tfrac {2}{2}}} C {\displaystyle {\tfrac {1}{1}}} P {\displaystyle {\tfrac {3}{3}}} M {\displaystyle {\tfrac {2}{3}}} (x2) = 34.

### Genetyka
Garnitur chromosomowy wynosi 2n = 34 i FN = 60 (Indochiny) lub 62 (Jawa).

## Ekologia
Zamieszkuje lasy i na plantacje. Języcznik malutki jest jednym z najmniejszych nietoperzy, jest samotnikiem, więc wrogom jest go trudno wytropić. W ciągu dnia śpi we wnętrzu liści bananowców i szorstkowców i budzi się dopiero po zmroku, aby zbierać nektar i pyłek, wydając z siebie hałaśliwe krzyki. Zjada również owoce, i dlatego w niektórych częściach jego występowania uważany jest za szkodnika. 
Języczniki malutkie rozmnażają się we wrześniu i w październiku. Samica rodzi 1 młode po ciąży, która trwa 12-15 tygodni.